# Powiat poznański zachodni
Powiat poznański zachodni (niem. Landkreis Posen-West) – dawny powiat z siedzibą w Poznaniu, istniejący w latach 1887–1924.
Powiat był początkowo jedną z jednostek podziału administracyjnego Prowincji Poznańskiej w Królestwie Prus. Utworzony został 1 października 1887 roku z części zachodniej dotychczasowego powiatu poznańskiego (w tym Dopiewo, Luboń, Komorniki, Rokietnica, Stęszew, Tarnowo Podgórne oraz kilka dzisiejszych osiedli Poznania). Jedynym miastem na jego terenie był Stęszew.
W czasie powstania wielkopolskiego cały powiat został opanowany przez powstańców – na mocy rozejmu w Trewirze (16 lutego 1919) znalazł się po polskiej stronie linii demarkacyjnej. Na mocy postanowień traktatu wersalskiego został włączony do II Rzeczypospolitej. Od 12 sierpnia 1919 roku należał do województwa poznańskiego.
1 stycznia 1925 roku został połączony z powiatem poznańskim wschodnim w powiat poznański, oprócz gminy Dębiec, którą włączono do Poznania.
W 1922 roku powiat składał się z 1 miasta, 78 gmin wiejskich i 41 obszarów dworskich.

## Gminy miejskie
- Stęszew

## Gminy wiejskie w 1922 r.[4]
- Baranowo
- Będlewo
- Chomęcice
- Ceradz Kościelny
- Chyby
- Dąbrowa
- Dębiec
- Dębienko
- Dębno
- Dopiewiec
- Dopiewo
- Dymaczewo Nowe
- Dymaczewo Stare
- Edmundowo
- Fabianowo
- Głuchowo
- Golęczewo
- Gołuski
- Góra
- Jeziorki
- Junikowo
- Kiekrz
- Kobylniki
- Kokoszczyn
- Komorniki
- Konarzewo
- Kotowo
- Krąplewo
- Krzyszkowo
- Krzyżowniki
- Lasek
- Lisówki
- Luboń
- Lusówko
- Lusowo
- Ławica
- Łęczyca
- Łódź
- Mirosławki
- Modrze
- Mrowino
- Napachanie
- Palędzie
- Pamiątkowo
- Pawłowice
- Piekary
- Plewiska
- Psarskie
- Rogierówko
- Rosnówko
- Rumianek
- Sady
- Sapowice
- Skórzewo
- Słupia
- Sobiesiernie
- Sobota
- Srocko
- Starzyny
- Strykowo
- Swadzim
- Świerczewo
- Tarnowo Podgórne
- Tomice
- Trzcielin
- Trzebaw
- Twardowo
- Walerianowo
- Więckowice
- Wiry
- Witobel
- Wronczyn p. Stęszewem
- Wysogotowo
- Zakrzewo
- Zamysłowo
- Zaparcin
- Złotkowo
- Żabikowo

## Obszary dworskie w 1922
- Będlewo
- Bytkowo
- Chmielniki
- Cerekwica
- Dąbrówka
- Dopiewiec
- Dopiewo
- Jankowice
- Jeziorki
- Konarzewo
- Lusowo
- Lusówko
- Modrze
- Mosina (Wypalanki)
- Mrowino
- Napachanie
- Otowo
- Pamiątkowo
- Pawłowice
- Pokrzywnica
- Przybroda
- Rokietnica
- Roztworowo
- Sady
- Sapowice
- Sierosław
- Skórzewo
- Skrzynki
- Sobiesiernie
- Sobota
- Strykowo
- Swadzim
- Szreniawa
- Trzcielin
- Trzebaw
- Wielkawieś (od ??)
- Wielkie
- Więckowice
- Wiry
- Wronczyn p. Stęszewem
- Złotniki
- Żydowo